# (169) Зелия
(169) Зелия (фр. Zelia) — небольшой, но довольно яркий астероид главного пояса, который был открыт 28 сентября 1876 года французскими астрономами братьями Полем и Проспером Генри и назван в честь Зела, древнегреческого бога зависти и соперничества, а также Зелии, племянницы известного французского астронома Камиля Фламмариона.

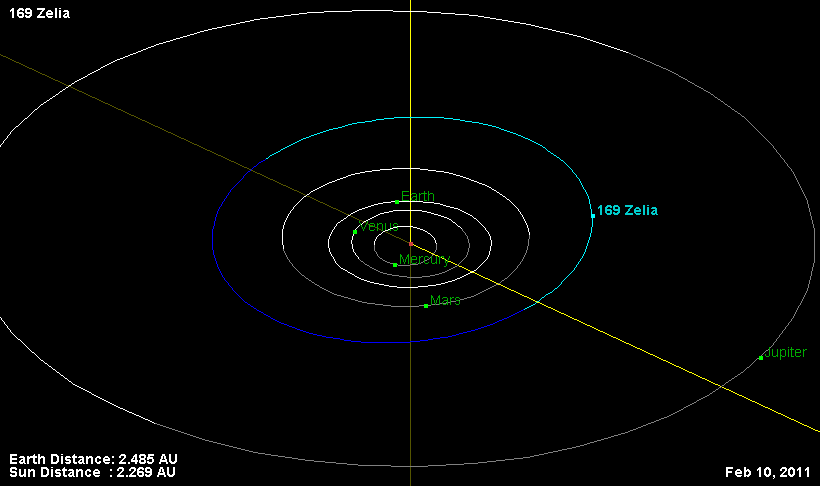
Орбита астероида Зелия и его положение в Солнечной системе